# ستيف مونرو (كاتب)
ستيف مونرو هو كاتب كندي، ولد في سبتمبر عام 1948.

## وصلات خارجية
- الموقع الرسمي